# Transmission diesel-électrique

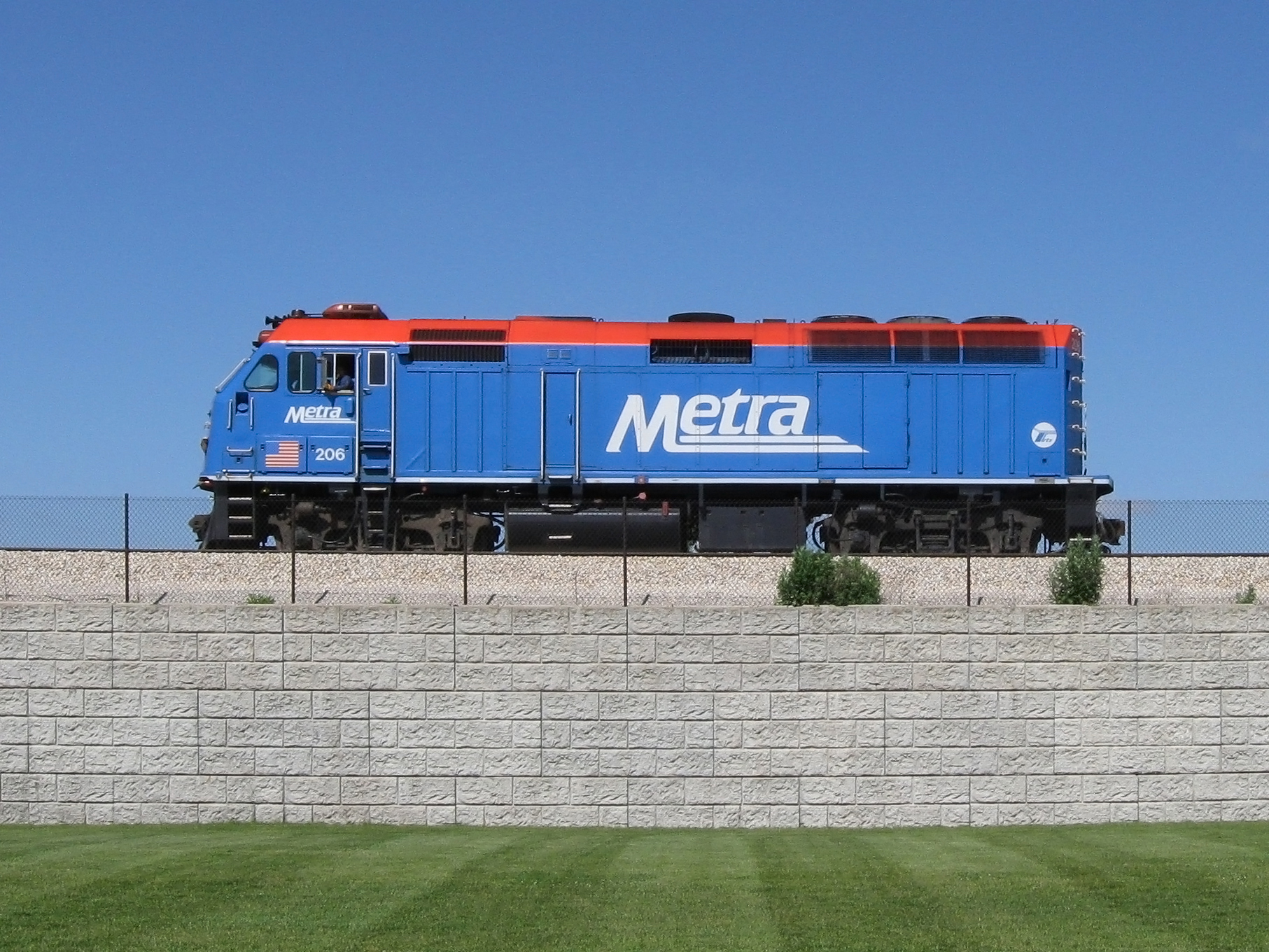
Cette locomotive Metra EMD F40PHM-2 utilise une transmission diesel-électrique conçue par Electro-Motive Diesel.

Une transmission diesel-électrique, ou groupe motopropulseur diesel-électrique est un système de transmission pour des véhicules de transport mus par des moteurs diesels routier, sur rail ou marine de transport.

## Description
L'ensemble comprend un ou des moteurs Diesel qui entraînent un générateur électrique, qui produit de l'énergie électrique qui alimente le ou les moteurs électriques. Dans la quasi-totalité des cas, le moteur thermique est un moteur Diesel qui fournit un très bon couple à bas et moyen régimes et est bien mieux adapté à l'entraînement du générateur électrique qu'un moteur à essence.
La transmission diesel-électrique est utilisée sur les chemins de fer par les locomotives diesel-électriques et les unités multiples diesel-électriques, car les moteurs électriques sont capables de fournir un couple maximal dès 1 tr/min. Les systèmes diesel-électriques sont également utilisés dans le transport maritime, y compris les sous-marins, et sur certains véhicules terrestres.